# Villanova Marchesana
Villanova Marchesana – miejscowość i gmina we Włoszech, w regionie Wenecja Euganejska, w prowincji Rovigo.
Według danych na rok 2004 gminę zamieszkiwało 1037 osób, 57,6 os./km².